# Conrad Hinrich Donner (Bankier, 1774)

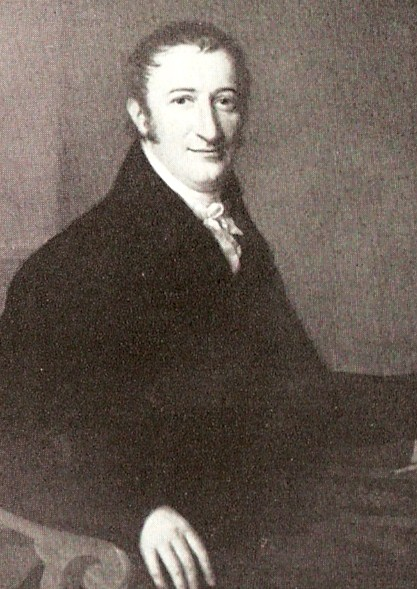
Conrad Hinrich Donner

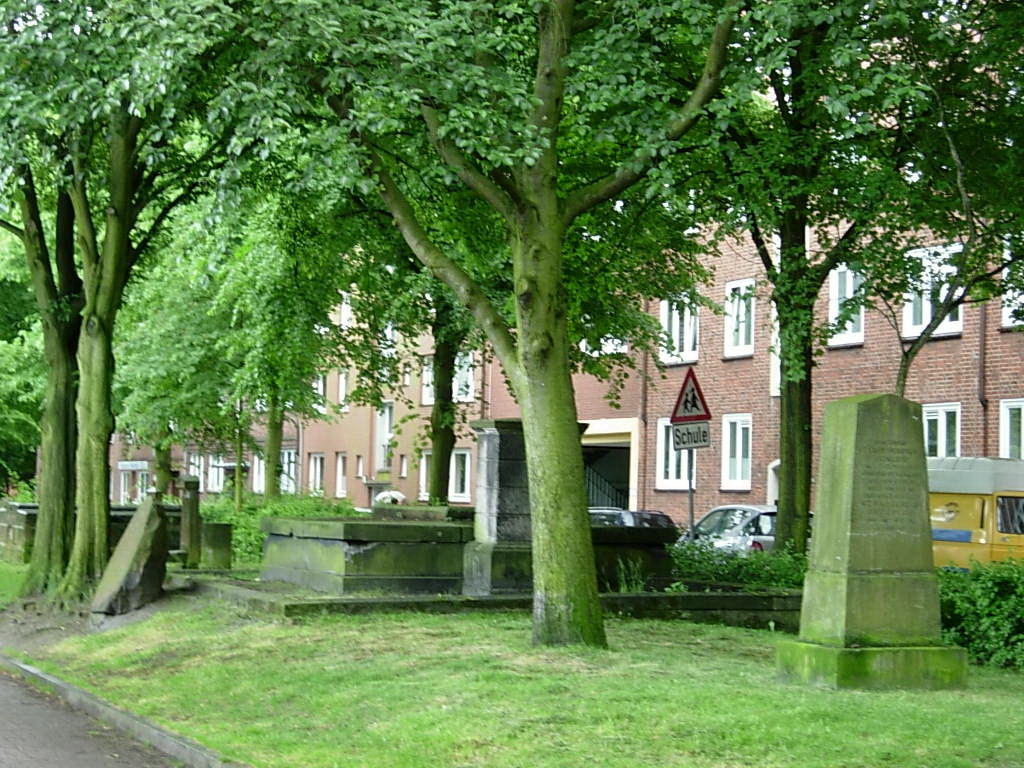
Donners Gruft (Bildmitte) an der heutigen Struenseestraße

Conrad Hinrich Donner (* 11. April 1774 in Altona; † 1. Januar 1854 ebenda) war ein Altonaer Kaufmann und Bankier.

## Leben
Er entstammte einer Lauenburg-Holsteinschen Familie und war der Sohn des Kaufmanns Johann Christoph Donner (1739–1804), königlich dänischer Konsul und Justizrat, und dessen Ehefrau Maria Donner geb. Anterrer (1742–1802) aus Altona.
Donner war zunächst Inhaber einer Tabakfabrik mit 150 Mitarbeitern. Im Jahr 1798 gründete er das Unternehmen Conrad Hinrich Donner, das zunächst den An- und Verkauf von Waren, die Besorgung von Assekuranzen sowie die Reederei von Segelschiffen betrieb. Später trat das Bankgeschäft immer mehr in den Vordergrund, woraus schließlich die Conrad Hinrich Donner Bank entstand.
Im Jahr 1820 kaufte er den vormals Sievekingschen Garten (heute Donners Park) mit Landhaus in Neumühlen an der Elbe, wo er 1834 eine Galerie als kleines Privatmuseum in der Form eines Oktagons für seine Skulpturensammlung (mit Werken von Bertel Thorvaldsen und Herman Wilhelm Bissen) mit Gewächshaus und Orangerie von Gottfried Semper errichten ließ. Dort empfing er 1845 den dänischen König Christian VIII. als Gast. Im Jahr 1829 kaufte er die Güter Bredeneek und Rethwisch (beide heute Ortsteile von Lehmkuhlen) bei Preetz in Holstein und gründete damit ein Familienfideikommiss. 1830 ließ er das Herrenhaus auf Gut Bredeneek erbauen. 
1835/36 war er Deputierter für Altona in der Holsteinischen Ständeversammlung.
Er stiftete große Summen für wohltätige Zwecke, war Mäzen von Kunst und Wissenschaft und deshalb auch mit dem Hamburger Architekten Gottfried Semper und dem dänischen Bildhauer Bertel Thorvaldsen befreundet.
Donner heiratete am 28. November 1804 in Altona Elisabeth Willink (* 17. Oktober 1784 in Hamburg; † 14. November 1826 in Altona-Neumühlen), die Tochter des Hamburger Kaufmanns Barend (Bernhard) Willink (1754–1809) und dessen Ehefrau Sophia Elisabeth Willink geb. Beets (1763–1830). Das Ehepaar hatte eine Tochter und vier Söhne, darunter Bernhard Donner. Die Tochter Sophie Elisabeth (* 15. November 1805 in Altona; † 25. November 1858 in Paris) heiratete am 2. September 1827 den dänischen Admiral und späteren Marineminister Christian Christopher (von) Zahrtmann (1793–1853).
Seine letzte Ruhe fand Conrad Hinrich Donner auf dem Heilig-Geist-Kirchhof in Altona.

## Ehrungen und Orden
Am 1. November 1824 wurde Donner zum königlich dänischen Etatrat und am 25. Januar 1840 zum königlich dänischen Konferenzrat ernannt. Am 19. Februar 1822 wurde er durch Friedrich VI. von Dänemark zum Ritter des Dannebrog-Ordens ernannt, durch Christian VIII. am 28. Juni 1842 zum Dannebrogmann und am 28. Juni 1847 zum Kommandeur vom Dannebrog-Orden erhoben.